# John Peel (prezenter)
John Peel (ur. 30 sierpnia 1939 w Heswall w hrabstwie Merseyside, zm. 25 października 2004 w Cuzco w Peru) – brytyjski prezenter radiowy i dziennikarz muzyczny, związany z BBC. 
Podczas swej 40-letniej kariery, zajmował się propagowaniem nowatorskich nurtów muzycznych i wykonawców. Wywarł znaczący wpływ na scenę rockową w Wielkiej Brytanii jako DJ stacji BBC Radio 1, dla której rejestrował sesje nagraniowe młodych artystów solowych i zespołów, tak ważnych jak The Birthday Party, Captain Beefheart and His Magic Band, The Cure, PJ Harvey, Joy Division, Killing Joke, Napalm Death, Carcass, Soft Machine, The Meteors czy The Undertones.
Zmarł na atak serca podczas wakacji w Peru. W 2012 jego imieniem nazwano nowe skrzydło Broadcasting House, głównej siedziby BBC w Londynie. 